# 제61회 미국 작가 조합상
제61회 미국 작가 조합상은 2008년 뛰어난 활동을 보인 영화 작가를 기리기 위해 2009년 2월에 열린 시상식이다.

## 수상 및 후보

### 각본상
- 밀크 - 더스틴 랜스 블랙 수상
- 번 애프터 리딩 - 조엘 코엔 외 1명
- 더 비지터 - 토마스 맥카시
- 더 레슬러 - 로버트 D. 시겔
- 내 남자의 아내도 좋아 - 우디 앨런

### 각색상
- 슬럼독 밀리어네어 - 사이몬 뷰포이 수상
- 다우트 - 존 패트릭 샌리
- 프로스트 VS 닉슨 - 피터 모건
- 벤자민 버튼의 시간은 거꾸로 간다 - 에릭 로스 외 1명
- 다크 나이트 - 조나단 놀란

### 다큐멘터리 각본상
- 바시르와 왈츠를 - 아리 폴만 수상
- Boogie Man: The Lee Atwater Story - Stefan Forbes 외 1명
- 시카고 10 - 브렛 모겐
- 퓨얼 - Johnny OHara
- 곤조 - 알렉스 기브니 외 1명

### TV 뉴 시리즈
- 인 트리트먼트 - 로드리고 가르시아 수상

### TV 드라마 에피소드
- 브레이크 배드 - 빈스 길리건 수상
- 브레이크 배드 - 패티 린

### TV 코미디 에피소드
- 30 락 - Andrew Guest 외 1명 수상

### TV 장편 각본상
- Recount - Danny Strong 수상

### TV 장편 각색상
- 존 아담스 - 커크 엘리스 수상

### TV 애니메이션상
- 심슨 가족 - Jeff Westbrook 수상

### 발렌타인 데이비스 상
- 칼 라이너 수상
- Victoria Riskin 수상

### 모건 콕스 상
- Lawrence G. DiTillio 수상

### 이안 맥레랜 헌터 상
- 존 패트릭 샌리 수상

### 리차드 B. 자브로우 상
- 톰 폰타나 수상

### 파울 셀빈 명예상
- 밀크 - 더스틴 랜스 블랙 수상